# Ahmed Al-Ghamdi
Ahmed Al-Ghamdi (Yeda, 21 de septiembre de 2001) es un futbolista saudita que juega en la demarcación de centrocampista para el Neom S. C. de la Liga de Yello.

## Selección nacional
Tras jugar en varias categorías inferiores de la selección, finalmente debutó con la selección de fútbol de Arabia Saudita el 9 de enero de 2023. Lo hizo en un partido amistoso contra Irak que finalizó con un resultado de 2-0 a favor del combinado iraquí tras los goles de Ibrahim Bayesh y Aso Rostam.

## Clubes
| Club                   | País           | Año       | Partidos | Goles |
| ---------------------- | -------------- | --------- | -------- | ----- |
| Pacific FC             | Canadá         | 2019      | 9        | 1     |
| Al-Ettifaq Club        | Arabia Saudita | 2020-2024 | 51       | 1     |
| Al-Ittihad Jeddah Club | Arabia Saudita | 2024-2025 | 21       | 2     |
| Neom S. C. (cedido)    | Arabia Saudita | 2025-     |          |       |